# 瓦爾代卡河

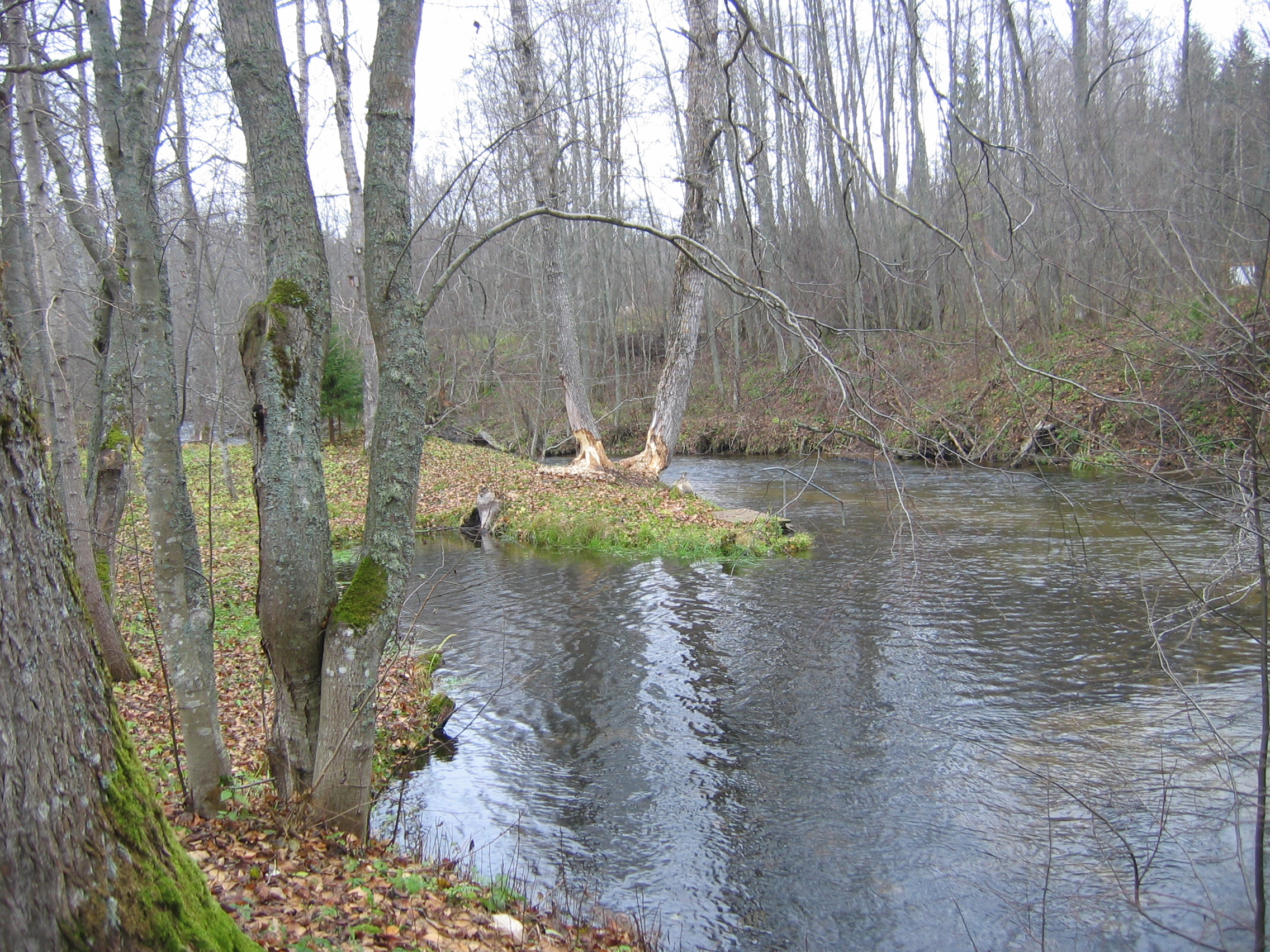
2011年的瓦尔代卡河

瓦爾代卡河是俄羅斯的河流，位於諾夫哥羅德州和特維爾州內，屬於別列宰卡河的支流，發源自瓦爾代附近，河道全長50公里，流域面積783平方公里。